# 佩勒姆 (阿拉巴马州)
佩勒姆（英文：Pelham），是美国阿拉巴马州下属的一座城市。面积约为39.02平方英里（约合101.07平方公里）。根据2010年美国人口普查，该市有人口21,352人，人口密度为547.16/平方英里（约合211.26/平方公里）。